# Laboratoire de Montréal
Le laboratoire de Montréal (Montreal Laboratory) est un laboratoire de recherche nucléaire situé à Montréal, au Québec (Canada). Fondé par le Conseil national de recherches du Canada en 1942 et résultat d'une collaboration entre le Royaume-Uni et le Canada, le laboratoire est associé au projet Manhattan, offrant notamment un lieu de travail aux scientifiques britanniques qui travaillent pour le projet Tube Alloys.

## Fondation
Au début des années 1940, le gouvernement britannique désire déménager l'équipe du laboratoire Cavendish de l'université de Cambridge à Chicago, où les Américains effectuent leurs recherches. Cependant, les Américains sont très exigeants sur la sécurité. Seul l'un des six scientifiques du groupe de Cambridge, formé originellement à Paris, est de nationalité britannique.
Une première équipe de huit personnes arrive à Montréal à la fin de 1942 et occupe une maison appartenant à l'Université McGill. Trois mois plus tard, en mars 1943, ils déménagent dans une aile du nouvel édifice de l'Université de Montréal situé sur le mont Royal. Cette aile sera plus tard occupée par la faculté de médecine de l'Université de Montréal.

## Projet Manhattan
L'effectif du laboratoire dépasse rapidement 300 personnes, dont environ la moitié sont des Canadiens recrutés par George Laurence. Un sous-groupe de théoriciens est engagé et dirigé par le physicien tchécoslovaque George Placzek, qui s'avère un très bon chef de groupe et qui maintiendra des contacts avec plusieurs physiciens-clés du projet Manhattan.
Le directeur du laboratoire est Hans von Halban. Les Américains finissent par lui trouver des défauts de sécurité, tout comme pour Alan Nunn May (en). Longtemps suspecté, Bruno Pontecorvo, passé à l'Est en 1950, a cependant passé tous les tests de sécurité.
L'équipe de Montréal dépend beaucoup des Américains. Elle reçoit des informations techniques sur le plutonium par ces derniers, et elle est ravitaillée en eau lourde à partir d'installations américaines situées à Trail. Le groupe accepte de limiter ses recherches selon les directives de duPont.
À partir de juin 1943, le laboratoire voit ses résultats stagner. Le moral diminue et le gouvernement canadien propose d'annuler le projet. Bien que l'accord de Québec soit signé la même année, la plupart des scientifiques britanniques du domaine sont envoyés à Berkeley ou Los Alamos.
À la suite d'une rencontre à Washington en avril 1944, on approuve la construction d'un réacteur à l'eau lourde par le Canada. Les scientifiques qui ne sont pas des sujets britanniques quittent le laboratoire et John Cockcroft devient le nouveau directeur. Cela se produit à la suite du retour d'Halban d'une visite à Londres et Paris suivant la libération de Paris en août 1944. Halban a rencontré Frédéric Joliot-Curie pour la première fois depuis qu'il a quitté la France. Bien qu'il affirme n'avoir divulgué aucun secret nucléaire à Joliot-Curie, Halban est interdit de travail et de sortie d'Amérique du Nord pendant un an par le général américain Leslie Groves, qui est à la tête du projet Manhattan.
Lors de l'entrée en poste de Cockroft, les Américains offrent un soutien total au projet de réacteur, visitant régulièrement les installations et offrant notamment des matériaux tels l'uranium et l'eau lourde. Le projet développe ainsi les réacteurs ZEEP et NRX. Le membre du groupe de Paris Lew Kowarski, qui refusait de travailler sous la supervision d'Halban, rejoint le laboratoire.
À la suite de l'ouverture des laboratoires nucléaires de Chalk River en 1944, le laboratoire de Montréal est peu à peu délaissé, fermant ses portes en 1946.